# Golești (gmina w okręgu Vrancea)
Golești – gmina w Rumunii, w okręgu Vrancea. Obejmuje miejscowości Ceardac i Golești. W 2011 roku liczyła 4115 mieszkańców.